# 윌슨 베설
윌슨 베설(Wilson Bethel, 1984년 2월 24일 ~ )은 미국의 배우이다.

## 출연 작품
- 도어스 (2021)
- 애스트로넛 와이브즈 클럽 (2015)
- 하트 오브 딕시 4 (2015)
- 인히어런트 바이스 (2014)
- 인사이드 더 박스 (2013)
- 하트 오브 딕시 3 (2013)
- 패서디나 (2013)
- 하트 오브 딕시 2 (2012)
- 낫 투데이 (2012)
- 하트 오브 딕시 1 (2011)
- 더 퍼펙트 스튜던트 (2011)
- 1968: 터널 래츠 - 비하인드 더 씬스 (2009)
- 제너레이션 킬 (2008)
- 특수부대: 정글의 전쟁 (2008)
- 더 영 앤 더 레스트리스 (1973)